# Europese kampioenschappen baanwielrennen 2021
De Europese kampioenschappen baanwielrennen 2021 waren de twaalfde editie van de Europese kampioenschappen baanwielrennen die georganiseerd werden door de UEC van 5 tot en met 9 oktober op de Tissot Velodrome in Grenchen, Zwitserland. Er stonden 22 onderdelen op het programma; 11 onderdelen bij zowel vrouwen als mannen. Ze stonden aanvankelijk op de kalender van 23 tot en met 27 juni in de Minsk Arena te Minsk, Wit-Rusland, maar werden uitgesteld naar oktober.

## Afgelast na kaping
Op 23 mei werd de Ryanair-vlucht 4978, die onderweg was van Athene naar Vilnius, gedwongen om te landen in Minsk en werden Roman Protasevitsj en zijn vriendin gearresteerd. Hierna volgden afzeggingen van o.a. de Nederlandse, de Duitse en de Britse selecties. De UEC besloot op 27 mei dat het EK niet door zal gaan in Minsk en liet weten dat er nog gezocht wordt naar een alternatief. Een week later werd besloten om het toernooi uit te stellen naar de eerste week van oktober, omdat er op korte termijn geen alternatieve locatie gevonden kon worden. Het toernooi kon dus niet dienen als laatste voorbereiding op de Olympische Spelen in Tokio begin augustus. Een vervangende locatie werd gevonden in de Tissot Velodrome in Grenchen.

## Kalender
| Datum               | Onderdeel mannen                               | Onderdeel vrouwen                        |
| ------------------- | ---------------------------------------------- | ---------------------------------------- |
| Dinsdag 5 oktober   | Teamsprint, afvalkoers                         | Teamsprint, scratch                      |
| Woensdag 6 oktober  | Ploegenachtervolging, puntenkoers, 1km tijdrit | Ploegenachtervolging, afvalkoers         |
| Donderdag 7 oktober | Scratch, achtervolging                         | Sprint, omnium                           |
| Vrijdag 8 oktober   | Sprint, omnium                                 | Puntenkoers, achtervolging, 500m tijdrit |
| Zaterdag 9 oktober  | Keirin, koppelkoers                            | Keirin, koppelkoers                      |

## Medaillewinnaars

### Mannen
| Onderdeel             | 1                                                                             | 1                                                                   | 1                                                                             |
| --------------------- | ----------------------------------------------------------------------------- | ------------------------------------------------------------------- | ----------------------------------------------------------------------------- |
| Sprint                | Harrie Lavreysen                                                              | Jeffrey Hoogland                                                    | Mikhail Iakovlev                                                              |
| Teamsprint            | Nederland Harrie Lavreysen Jeffrey Hoogland Roy van den Berg Sam Ligtlee      | Frankrijk Timmy Gillion Rayan Helal Sébastien Vigier                | Polen Maciej Bielecki Patryk Rajkowski Mateusz Rudyk Daniel Rochna            |
| Achtervolging         | Jonathan Milan                                                                | Lev Gonov                                                           | Claudio Imhof                                                                 |
| Ploegenachtervolging  | Denemarken Carl-Frederik Bévort Tobias Hansen Matias Malmberg Rasmus Pedersen | Zwitserland Claudio Imhof Valère Thiébaud Simon Vitzthum Alex Vogel | Verenigd Koninkrijk Rhys Britton Charlie Tanfield William Tidball Oliver Wood |
| Keirin                | Jeffrey Hoogland                                                              | Tom Derache                                                         | Joachim Eilers                                                                |
| Omnium                | Alan Banaszek                                                                 | Fabio Van Den Bossche                                               | Matias Malmberg                                                               |
| Tijdrit (1 kilometer) | Jeffrey Hoogland                                                              | Sam Ligtlee                                                         | Patryk Rajkowski                                                              |
| Puntenkoers           | Benjamin Thomas                                                               | Iúri Leitão                                                         | Vlas Shichkin                                                                 |
| Scratch               | Rui Oliveira                                                                  | Vincent Hoppezak                                                    | Jack Bernard Murphy                                                           |
| Afvalkoers            | Sergej Rostovtsev                                                             | João Matias                                                         | Thomas Boudat                                                                 |
| Koppelkoers           | Nederland Yoeri Havik Jan-Willem van Schip                                    | België Kenny De Ketele Lindsay De Vylder                            | Portugal Iúri Leitão Rui Oliveira                                             |

### Vrouwen
| Onderdeel            | 1                                                                                             | 1                                                                                         | 1                                                                         |
| -------------------- | --------------------------------------------------------------------------------------------- | ----------------------------------------------------------------------------------------- | ------------------------------------------------------------------------- |
| Sprint               | Shanne Braspennincx                                                                           | Lea Sophie Friedrich                                                                      | Mathilde Gros                                                             |
| Teamsprint           | Nederland Shanne Braspennincx Kyra Lamberink Hetty van de Wouw Steffie van der Peet           | Duitsland Lea Sophie Friedrich Pauline Grabosch Alessa-Catriona Pröpster                  | Rusland Darja Sjmeleva Yana Tyshchenko Natalia Antonova Anastasia Vojnova |
| Achtervolging        | Lisa Brennauer                                                                                | Marion Borras                                                                             | Mieke Kröger                                                              |
| Ploegenachtervolging | Duitsland Lisa Brennauer Mieke Kröger Franziska Brauße Laura Süßemilch Lena Charlotte Reißner | Italië Martina Alzini Rachele Barbieri Martina Fidanza Silvia Zanardi Letizia Paternoster | Ierland Mia Griffin Emily Kay Kelly Murphy Alice Sharpe                   |
| Keirin               | Lea Sophie Friedrich                                                                          | Olena Starikova                                                                           | Yana Tyshchenko                                                           |
| Omnium               | Katie Archibald                                                                               | Victoire Berteau                                                                          | Rachele Barbieri                                                          |
| Tijdrit (500 m)      | Darja Sjmeleva                                                                                | Pauline Grabosch                                                                          | Yana Tyshchenko                                                           |
| Puntenkoers          | Goelnaz Chatoentseva                                                                          | Shari Bossuyt                                                                             | Lonneke Uneken                                                            |
| Scratch              | Katie Archibald                                                                               | Valentine Fortin                                                                          | Daria Pikulik                                                             |
| Afvalkoers           | Valentine Fortin                                                                              | Letizia Paternoster                                                                       | Neah Evans                                                                |
| Koppelkoers          | Verenigd Koninkrijk Katie Archibald Neah Evans                                                | Denemarken Amalie Dideriksen Julie Leth                                                   | Frankrijk Victoire Berteau Marion Borras                                  |

## Belgische en Nederlandse deelname

### Belgische selectie
Mannen
- Ploegenachtervolging: Tuur Dens, Gianluca Pollefliet, Brent Van Mulders, Noah Vandenbranden
- Koppelkoers: Kenny De Ketele & Lindsay De Vylder
- Puntenkoers: Kenny De Ketele
- Afvalkoers: Gerben Thijssen
- Omnium: Fabio Van Den Bossche
- Scratch: Lindsay De Vylder
- Achtervolging: Brent Van Mulders, Noah Vandenbranden

Vrouwen
- Scratch, afvalkoers, achtervolging: Katrijn De Clercq
- Sprint: Nicky Degrendele
- Omnium, puntenkoers: Shari Bossuyt

### Nederlands selectie
Mannen duuronderdelen
- Afvalkoers: Maikel Zijlaard
- Scratch: Vincent Hoppezak
- Puntenkoers: Jan-Willem van Schip
- Omnium: Roy Eefting
- Koppelkoers: Jan-Willem van Schip & Yoeri Havik
- Individuele achtervolging: Roy Pieters

Mannen sprintonderdelen
- Teamsprint: Roy van den Berg, Harrie Lavreysen, Jeffrey Hoogland, Sam Ligtlee
- Sprint: Harrie Lavreysen, Jeffrey Hoogland
- Keirin: Harrie Lavreysen, Jeffrey Hoogland
- 1km tijdrit: Sam Ligtlee, Jeffrey Hoogland

Vrouwen duuronderdelen
- Afvalkoers: Mylène de Zoete
- Scratch: Maike van der Duin
- Puntenkoers: Lonneke Uneken
- Omnium: Maike van der Duin
- Koppelkoers: Maike van der Duin & Marit Raaijmakers
- Individuele achtervolging: Daniek Hengeveld en Lonneke Uneken (optioneel)
- Ploegenachtervolging: Mylène de Zoete, Lonneke Uneken, Marit Raaijmakers, Daniek Hengeveld

Vrouwen sprintonderdelen
- Teamsprint: Kyra Lamberink, Shanne Braspennincx, Hetty van de Wouw, Steffie van der Peet
- Sprint: Shanne Braspennincx, Hetty van de Wouw
- Keirin: Shanne Braspennincx, Hetty van de Wouw
- 500m tijdrit: Kyra Lamberink, Steffie van der Peet

## Medaillespiegel
| Plaats | Land                | Goud | Zilver | Brons | Totaal |
| 1      | Nederland           | 7    | 3      | 1     | 11     |
| 2      | Duitsland           | 3    | 3      | 2     | 8      |
| 3      | Rusland             | 3    | 1      | 5     | 9      |
| 4      | Verenigd Koninkrijk | 3    | 0      | 2     | 5      |
| 5      | Frankrijk           | 2    | 5      | 3     | 10     |
| 6      | Italië              | 1    | 2      | 1     | 4      |
| 6      | Portugal            | 1    | 2      | 1     | 4      |
| 8      | Denemarken          | 1    | 1      | 1     | 3      |
| 9      | Polen               | 1    | 0      | 3     | 4      |
| 10     | België              | 0    | 3      | 0     | 3      |
| 11     | Zwitserland         | 0    | 1      | 1     | 2      |
| 12     | Oekraïne            | 0    | 1      | 0     | 1      |
| 13     | Ierland             | 0    | 0      | 2     | 2      |
| Totaal | Totaal              | 22   | 22     | 22    | 66     |